# Majic Dyke
Majic Dyke es una persona drag king, activista y podcaster queer y transgénero de Kenia. 

## Primeros años y vida privada
Majic nació y creció en Nairobi, Kenia, pero emigró a Washington D. C., Estados Unidos a una edad temprana. La curiosidad de Majic sobre el género y una fuerte vena creativa le llevaron a perseguir una vida llena de autoexpresión a pesar de crecer en un hogar estricto regido por valores africanos tradicionales.
Majic se identifica como persona no binaria y usa los pronombres they/them, equivalentes al pronombre «elle» en español. Se encuentra en una relación matrimonial con la cantante y creadora del podcast The Spread, Karen “Kaz” Lucas.

## Arte drag
Majic se unió a la compañía de drag kings con sede en Washington D. C., Pretty Boi Drag en 2017. Su nombre drag Majic Dyke proviene de la película de estríperes masculinos Magic Mike y es un juego de palabras con el nombre del personaje homónimo. Majic Dyke usa su personalidad drag para encarnar las partes de su identidad que tuvo que ocultar durante toda su vida. Han/ co-curado espacios que se centran en la alegría negra, como Unforgivable Blackness, un espectáculo de variedades totalmente negro, y han actuado con Strapped en Canadá y el Cocoa Butter Club AfterDark Special XXX en Londres. Utiliza el drag para construir comunidades de creativos, activistas y pensadores libres alrededor del mundo. En 2020, Majic fue coronado como el mejor Drag King de Washington D. C. Describe el drag como un "vehículo de expresión que le ayuda a vivir una vida llena de amor y positividad".

## Activismo
Majic defiende de los derechos LGBTQ+ en Kenia y ha colaborado con organizaciones de base para recaudar fondos, brindar refugio y desarrollar programas. Ha facilitado talleres sobre equidad de género y sexualidad, además de ofrecer tutoría y entrenamiento para futuros artistas drag a través de Kings of Kenya & Drag Academy.
Para promover su activismo, lanzó el podcast Life with Majic en 2020. El podcast analiza una variedad de temas que incluyen el duelo, el placer, la espiritualidad, el activismo y el privilegio blanco.